# Gustaf Neander
Gustaf Verner Neander, född 15 oktober 1874 i Finnerödja, död 27 december 1941 i Uppsala, var en svensk läkare och hembygdsforskare. Han var bror till Herman Neander.

## Biografi

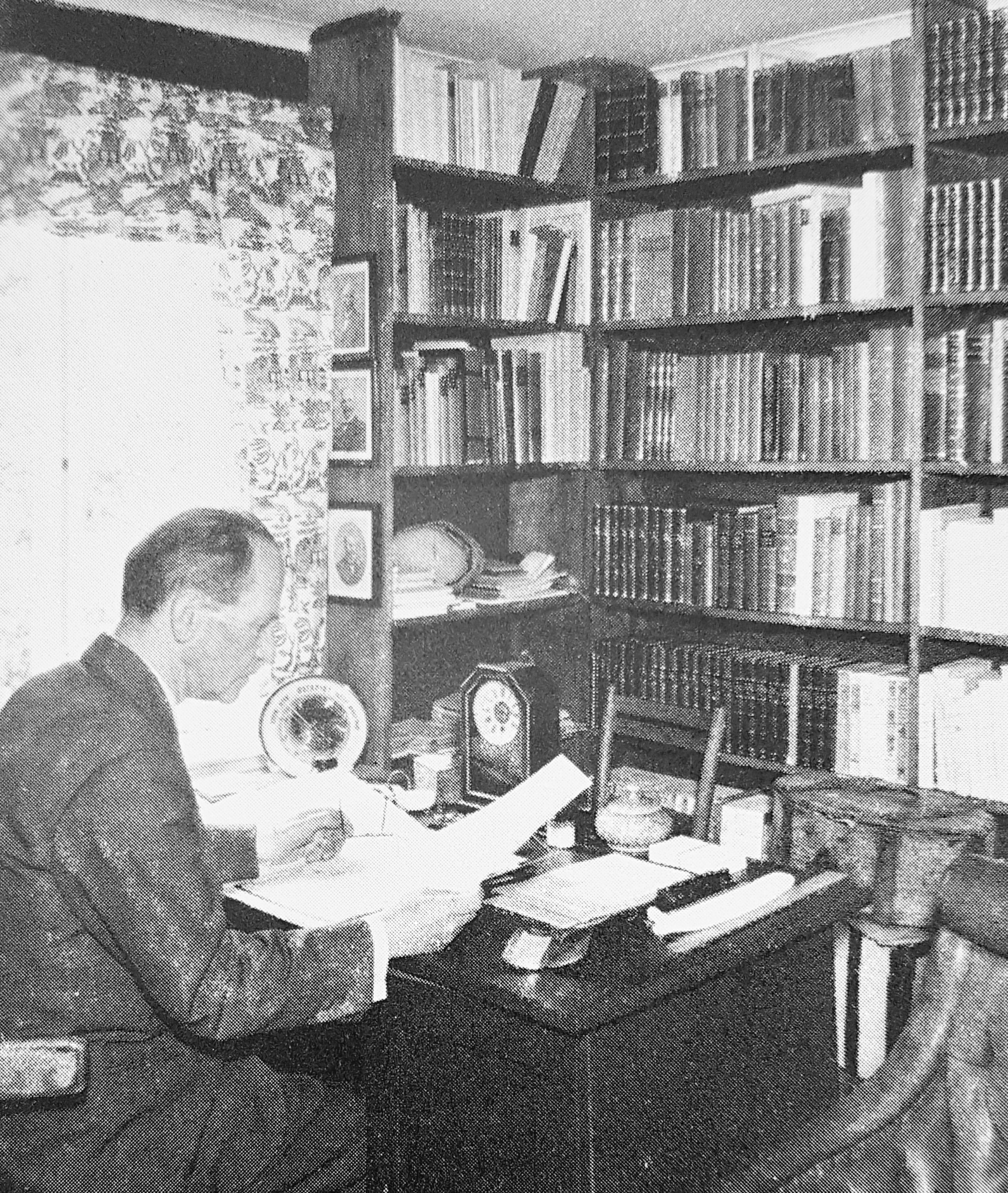
Gustav Neander i sitt arbetsrum på Lilla Ramsnäs i Finnerödja 1941

Neander avlade 1895 medikofil-examen vid Uppsala universitet och blev medicine licentiat vid Karolinska institutet 1908 och medicine hedersdoktor vid Uppsala universitet 1927. 
Gustaf Neander fick redan 1907, således före legitimationen, ett tillfälligt vikariat som läkare vid försöksanstalten Hälsan i Nederluleå socken. Denna anstalt hade året innan inrättats av Nationalföreningen mot tuberkulos. Genom detta kom Neander in på det arbetsområde som skulle bli hans livsuppgift. Åren 1908-1913 som läkare på Hälsan och 1913-1916 som överläkare på det nyinrättade Sandträsks sanatorium blev avgörande. Han var från 1916 sekreterare i Svenska nationalförsamlingen mot tuberkulos och samtidigt amanuens i Medicinalstyrelsen. Neander nedlade ett mycket betydelsefullt arbete i kampen mot tuberkulosen. Han gav ut ett flertal, även populärvetenskapliga, skrifter i tuberkulosfrågan. I Svenska tuberkulosläkareföreningen tjänstgjorde Neander som sekreterare från 1918 till 1937, då han valdes till ordförande i föreningen. Han var även ordförande i Svenska läkaresällskapet 1934-1935 och blev 1940 dess hedersledamot.
Bland Neanders många uppdrag märks att han styrelsemedlem i Svenska Linnésällskapet. Han var en kunnig botanist  och publicerade sig om Tivedens flora.

### Redaktörskap
- Föredrag utarb. för nordiska tuberkuloskonferensen i Stockholm 1920. Stockholm: Sv. nat.-fören. mot tuberkulos. 1921. Libris 1472700
- Kring minnet av Gustaf Neander. Uppsala: Lundequistska bokh. 1942. Libris 1417986